# Budai Ifjusagi Park 1977
Budai Ifjusagi Park 1977 - płyta zespołu SBB wydana w 2001 roku przez Koch International Poland (a także w 2004 i 2005 roku przez Metal Mind Productions).
Składają się na nią utwory zarejestrowane 24 i 29 września w czasie koncertów w Budapeszcie, które odbyły się w ramach europejskiej trasy zespołu jesienią 1977 roku. Mimo słyszalnych zakłóceń i szumu, album stanowi interesujący, zwarty dokument. SBB występował wówczas na trasie z Locomotiv GT, Omega, Piramis, General, Kati Kovács. Józef Skrzek wspominał, iż "była to niezwykła przygoda, a publiczność potraktowała ich nawet lepiej niż swoich idoli".

## Lista utworów
1. Freedom With Us -  (Skrzek, Milik) [08:11]
2. Wołanie o brzęk szkła – finał -  (Skrzek) [08:52]
3. (Carpathian) Mountain Melody -  (Skrzek) [07:43]
4. Z których krwi krew moja -  (Skrzek, Matej) [06:10]
5. Follow My Dream (instr.) -  (Skrzek, Antymos, Piotrowski) [08:38]
6. Follow Our Music – Bass Solo -  (Skrzek) [04:00]
7. Odejście – finał -  (Skrzek) [02:26]
8. Drums Solo - (Piotrowski) [03:51]
9. I Want Somebody -  (Skrzek) [06:32]
10. Shake Baby - (Skrzek) [06:13]
11. Born To Die - (Skrzek) [07:03]

## Twórcy
- Józef Skrzek – wokal, gitara basowa, harmonijka ustna, instrumenty klawiszowe
- Apostolis Anthimos – gitara
- Jerzy Piotrowski – perkusja